# Рудине (Добринь)
45°11′ пн. ш. 14°36′ сх. д. / 45.18° пн. ш. 14.60° сх. д.
Рудине (хорв. Rudine) — населений пункт у Хорватії, в Приморсько-Горанській жупанії у складі громади Добринь.

## Населення
Населення за даними перепису 2011 року становило 5 осіб.
Динаміка чисельності населення поселення:

## Клімат
Середня річна температура становить 14,27 °C, середня максимальна – 27,01 °C, а середня мінімальна – 2,06 °C. Середня річна кількість опадів – 1232 мм.
| Клімат поселення                              | Клімат поселення | Клімат поселення | Клімат поселення | Клімат поселення | Клімат поселення | Клімат поселення | Клімат поселення | Клімат поселення | Клімат поселення | Клімат поселення | Клімат поселення | Клімат поселення | Клімат поселення |
| Показник                                      | Січ.             | Лют.             | Бер.             | Квіт.            | Трав.            | Черв.            | Лип.             | Серп.            | Вер.             | Жовт.            | Лист.            | Груд.            |                  |
| Середній максимум, °C                         | 9,84             | 10,38            | 13,28            | 16,21            | 21,13            | 25,18            | 27,01            | 26,81            | 22,60            | 18,20            | 13,39            | 10,41            |                  |
| Середня температура, °C                       | 5,94             | 6,49             | 9,40             | 12,30            | 17,25            | 21,29            | 23,70            | 23,50            | 19,31            | 14,90            | 10,08            | 7,11             |                  |
| Середній мінімум, °C                          | 2,06             | 2,59             | 5,50             | 8,42             | 13,35            | 17,39            | 20,40            | 20,21            | 16,00            | 11,60            | 6,77             | 3,81             |                  |
| Норма опадів, мм                              | 99               | 79               | 81               | 84               | 85               | 93               | 51               | 74               | 144              | 163              | 155              | 124              |                  |
| Середньомісячна швидкість вітру, м/с          | 2.78             | 2.92             | 2.98             | 2.80             | 2.53             | 2.40             | 2.41             | 2.40             | 2.50             | 2.72             | 3.04             | 2.99             |                  |
| Середньомісячна сонячна радіація, кДж/м²·день | 4484             | 7245             | 10592            | 15105            | 19363            | 21141            | 22451            | 19397            | 14144            | 9114             | 4898             | 3734             |                  |
| --------------------------------------------- | ---------------- | ---------------- | ---------------- | ---------------- | ---------------- | ---------------- | ---------------- | ---------------- | ---------------- | ---------------- | ---------------- | ---------------- | ---------------- |
| Джерело:                                      |                  |                  |                  |                  |                  |                  |                  |                  |                  |                  |                  |                  |                  |